# البروتوكول الاختياري بشأن بيع الأطفال وبغاء الأطفال والمواد الإباحية عن الأطفال
البروتوكول الاختياري بشأن بيع الأطفال وبغاء الأطفال والمواد الإباحية هو بروتوكول لاتفاقية حقوق الطفل وتتطلب من الأطراف حظر بيع الأطفال وبغاء الأطفال والمواد الإباحية عن الأطفال.
اعتمد البروتوكول من قبل الجمعية العامة للأمم المتحدة في عام 2000 ودخلت حيز النفاذ في 18 يناير 2002. اعتبارا من نوفمبر 2014 صدقت 169 دولة على البروتوكول ووقعت تسع دول أخرى ولكن لم تصدق عليها.
وفقا للديباجة فإن المقصود من البروتوكول لتحقيق أغراض معينة في اتفاقية حقوق الطفل حيث يتم تعريف الحقوق الذي يجب على الأطراف أن تتخذ «التدابير المناسبة» لحمايتهم. المادة 1 من البروتوكول تتطلب من الأطراف حماية حقوق ومصالح الأطفال ضحايا الاتجار وبغاء الأطفال والمواد الإباحية عن الأطفال وعمالة الأطفال وخاصة أسوأ أشكال عمل الأطفال.
المواد المتبقية في البروتوكول تعتبر الخطوط العريضة لمعايير إنفاذ القانون الدولي التي تغطي قضايا متنوعة مثل عوامل الولاية القضائية وتسليم المجرمين والمساعدة المتبادلة في التحقيقات والإجراءات الجنائية أو إجراءات تسليم المطلوبين وضبط ومصادرة الأصول أيضا.
يلزم أيضا الأطراف لتمرير القوانين داخل أراضيها ضد هذه الممارسات «مستوجبة للعقاب بعقوبات مناسبة تأخذ في الاعتبار طبيعتها الخطيرة».

## التعاريف
يتطلب البروتوكول من الأطراف حظر بيع الأطفال وبغاء الأطفال والمواد الإباحية عن الأطفال. وتعرف المادة 2 من التحريم:
- بيع الأطفال: أي فعل أو تعامل يتم بمقتضاه نقل طفل من جانب أي شخص أو مجموعة من الأشخاص إلى شخص آخر لقاء مكافأة أو أي اعتبار آخر.
- بغاء الأطفال: استخدام طفل في أنشطة جنسية لقاء مكافأة أو أي شكل آخر من أشكال العوض.
- المواد الإباحية: أي تمثيل بأي وسيلة كانت لطفل يشارك في أنشطة جنسية صريحة حقيقية أو بالمحاكاة أو أي تصوير للأعضاء الجنسية للطفل لإشباع الرغبة الجنسية أساسا.

بحسب الاتفاقية يعرف الطفل بأنه كل إنسان دون سن 18 عاما ما لم يتم الاعتراف سن الرشد قبل ذلك بموجب القانون في أي بلد.

## الموقعين والتحفظات

### قطر
أضافت قطر في بيان توقيعها أنها «... تتحفظ بشكل عام بشأن أي أحكام في البروتوكول التي هي في صراع مع الشريعة الإسلامية». تم تسجيل الاعتراضات على هذا التحفظ في البيانات الموقعة من كل من النمسا وفرنسا وألمانيا والنرويج وإسبانيا والسويد.

### السويد
السويد أوضحت في تفسيرها للمواد الإباحية بأنها التمثيل البصري للأفعال الجنسية مع طفل أو قاصر وعدم تطبيقها على البالغين.